# بطولة تونس لكرة السلة للرجال 1976–77
بطولة تونس لكرة السلة للرجال 1976–77 هو الموسم رقم 22 من بطولة تونس لكرة السلة للرجال.

فاز بهذا الموسم الترجي الرياضي التونسي.

## روابط خارجية
- الموقع الرسمي للجامعة التونسية لكرة السلة.